# 6321 Namuratakao
A 6321 Namuratakao (ideiglenes jelöléssel 1991 BV) a Naprendszer kisbolygóövében található aszteroida. Atsushi Sugie fedezte fel 1991. január 19-én.